# 韩鼎祥
韩鼎祥（英語：John Han Ding-xiang；1937年5月17日—2007年9月9日；聖名：若瑟）是中國籍天主教主教及中國天主教地下教會成員。曾任永年教區主教（1989年-2007年）。

## 生平

### 早年生活
韩鼎祥出生於1937年5月17日，河北省成安縣西街。1949年10月1日，中國共產黨在中國大陸地區建立中華人民共和國，並開始針對天主教進行宗教迫害及打壓，教會已經無法正常運作。1951年中國政府在全國各地推動三自愛國運動，強迫神職人員斷絕與教宗共融。
1952年9月就读于北京阜成门外圣母会院内小修院。1954年3月3日修院被政府要求解散，随地下教會團體神师繼續研读学业，拒絕参加由政府控制的中國天主教友愛會。

### 首次被捕入獄
1960年4月2日，政府以反革命罪韩鼎祥被逮捕入獄，且在同月25日被囚禁於北京西城區皇城根草嵐子監獄，並在1960年至1961年期間先後被囚禁於步橋第二監獄及德勝門外功德林公安部監獄。1961年至1979年萬期間，先後在北京團河農場勞改營、黑龍江省密山縣興凱湖農場、油坊村勞改營、興凱湖總場直屬隊監獄、北安縣長水河農場勞改營、泰來縣農場勞改營、白土崗大隊二隊勞改營、烏蘭農場、烏北二隊勞改營、成安看守所、石家莊第一監獄、齊齊哈爾市榆樹屯勞改營和江橋勞改營進行強迫勞動改造。
1979年2月19日，刑滿釋放返回家鄉及先後在磁縣和邯鄲任教職。1986年10月21日，韩鼎祥在50歲時由河北正定教區主教賈治國為晉鐸。1989年3月23日復活節聖週四，由於拒絕加入愛國會被拘留在河北魏縣看守所，後轉到成安看守所，並於同年5月22日獲釋。

### 秘密晉牧及多次被捕
同年11月12日，韩鼎祥在53歲由地下教會團體易縣宗座監牧劉冠東主教秘密晉牧，成為永年教區的地下教會團體主教。當時，永年教區公開團體由陳柏廬擔任正權主教。其後，獲得時任教宗若望保祿二世認可，但不獲中國政府承認，並在1990年至1991年期間先後兩次被捕，拘押在磁縣、成安和臨漳看守所。
1991年9月6日，韩主教創立中華聖體侍衛會，以敬禮聖體。同年12月13日，他再次被捕及在招待所遭到軟禁，直至1992年1月23日獲釋。1993年4月8日，他秘密為武恩慶、趙洪喜和李尚進晉鐸，但在同年12月3日，第5次被軟禁。1994年12月17日第6次被帶走，後在同年6月27日獲釋。1995年8月27日，第7次被軟禁在成安一間破舊化肥廠內及招待所，及在翌年8月11日獲釋。同年9月8日，因8位地下教會團體修女被抓，他被迫離開家園潛逃。

### 獄中去世
韩主教最后一次被捕為1999年11月28日下午，在河北無極縣給修女講退省時被捕。先後在邯鄲駕校及邯鄲警校軟禁。2005年9月23日後，從警校失去音信。
2007年9月9日晚上11時，韩鼎祥主教在監禁中被指因肝癌去世，享年70歲。事後，警方倉促將韩主教遺體火化，並葬于邯鄲趙王安養園社會公墓內。